# Euphorbia alata
Euphorbia alata es una especie fanerógama perteneciente a la familia Euphorbiaceae. Es originaria de Jamaica.

## Taxonomía
Euphorbia alata fue descrita por William Jackson Hooker y publicado en Hooker's Icones Plantarum 7: pl. 700. 1844.
Etimología
Euphorbia: nombre genérico que deriva del médico griego del rey Juba II de Mauritania (52 a 50 a. C. - 23), Euphorbus, en su honor – o en alusión a su gran vientre –  ya que usaba médicamente Euphorbia resinifera. En 1753 Carlos Linneo asignó el nombre a todo el género.
alata: epíteto latino que significa "con alas".
Sinonimia
- Tirucalia alata (Hook.) P.V.Heath[4][5]